# Pflanzenveredelung

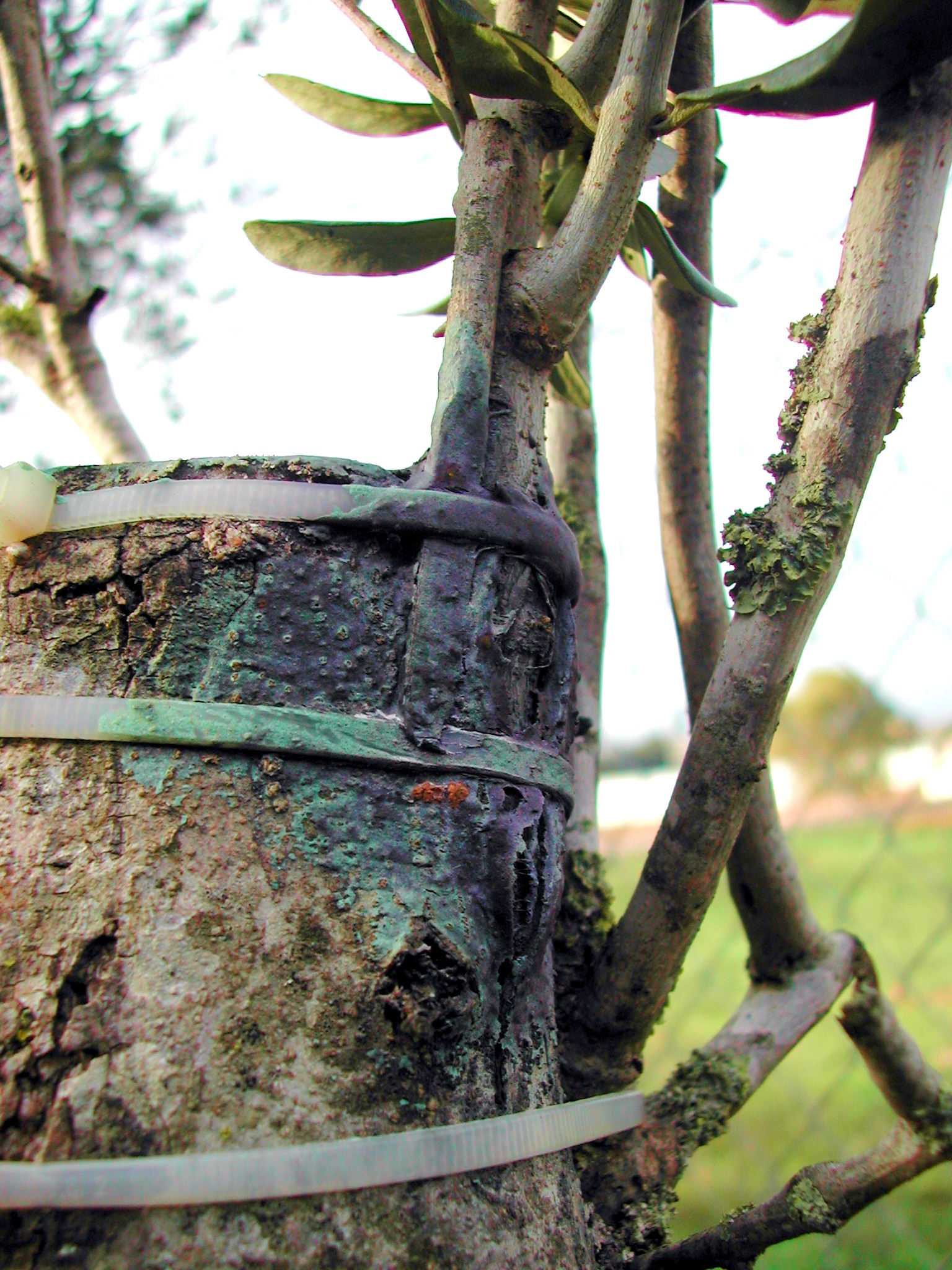
Angeplatteter Trieb bei einem Olivenbaum

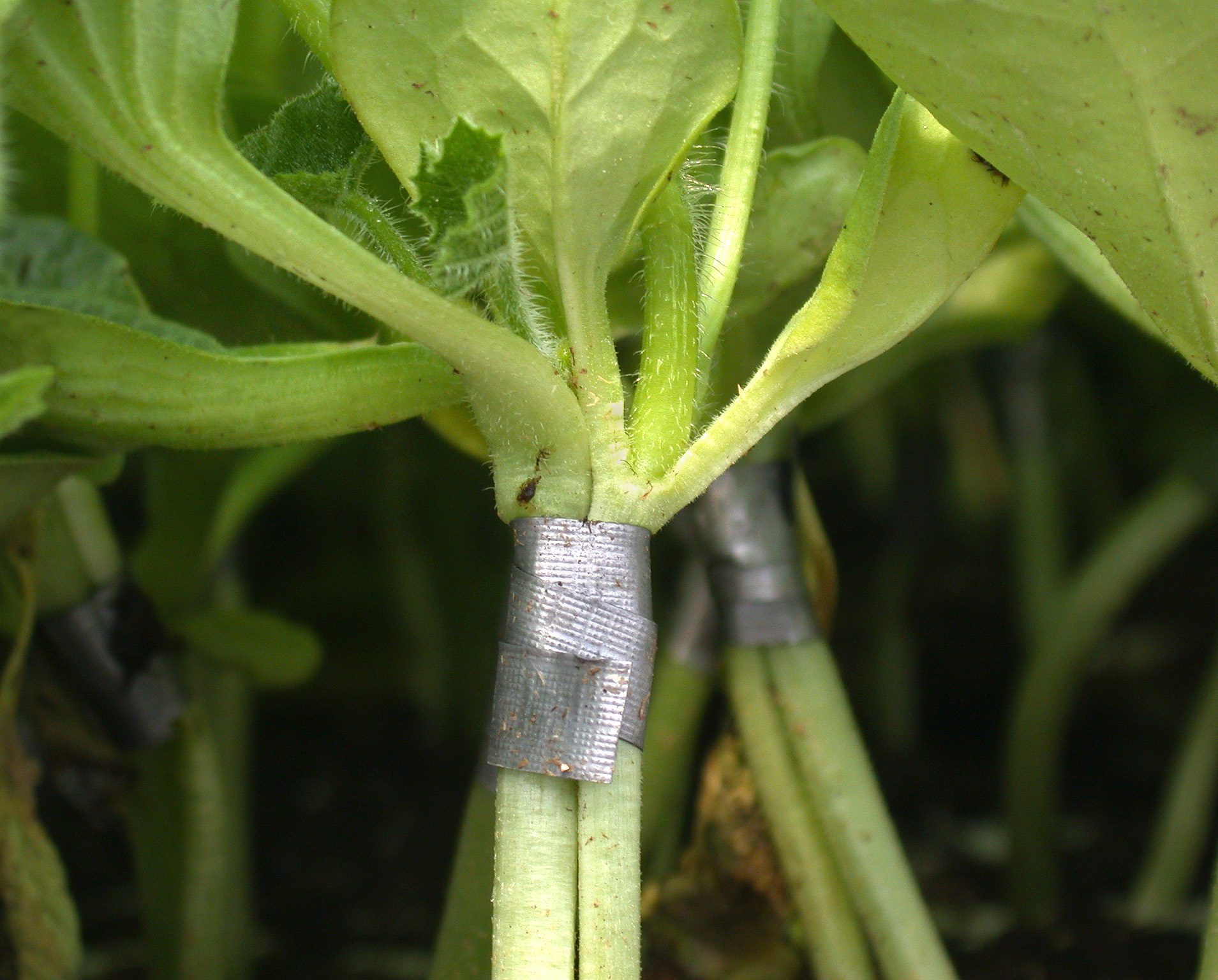
Auf einen Feigenblattkürbis veredelte Honigmelone

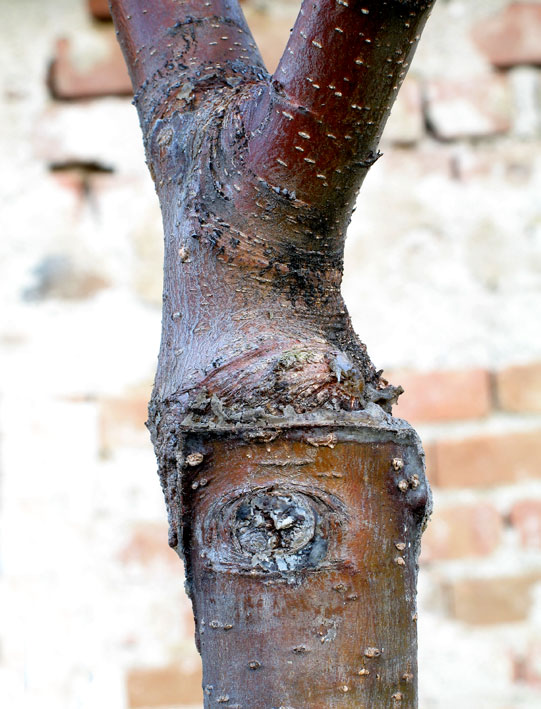
Zweijährige Geißfußveredelung (Apfelbaum)

Unter Pflanzenveredelung oder Veredlung versteht man eine traditionelle Form der künstlichen vegetativen Vermehrung (xenovegetative Vermehrung) von meist verholzenden Pflanzen, typischerweise Rosen- und Obstsorten und Walnussbäumen, seit 1920 auch von Fruchtgemüse (Tomaten, Gurken und Auberginen) sowie Melonenpflanzen.
Im Prinzip handelt es sich um eine Transplantation eines Pflanzenteiles auf eine andere Pflanze. Sowohl zweikeimblättrige Pflanzen und Nacktsamer, als auch einkeimblättrige Pflanzen können veredelt werden. Bei Letzteren ist dies allerdings lediglich in sehr frühen Entwicklungsstadien im Bereich des embryonischen Hypokotyls möglich. Da beim Veredeln ein genetisches Individuum vervielfältigt wird, handelt es sich dabei um eine traditionelle Form des Klonens. Dabei wird eine sogenannte Unterlage mit einem Edelreis oder Edelauge verbunden. So veredelte Pflanzen sind also eine Chimäre.

## Zweck
Das Aufziehen von Pflanzen aus Samen, die mittels generativer Vermehrung durch Bestäubung entstanden sind, produziert nur extrem selten Nachkommen mit exakt den gleichen Eigenschaften der Elternarten. Besonders bei den hier genannten Arten ist der Erhalt der Eigenschaften durch eine generative Vermehrung nicht möglich, und die Technik der Veredelung erlaubt damit den Erhalt der Ursprungssorte als Klon. Mit diesen Methoden können einzelne Individuen multipliziert werden (alle Bäume einer Sorte sind genetisch identisch) oder über sehr lange Zeit erhalten werden (Sortenreinheit). Ein Beispiel dafür ist die um etwa 900 Jahre alte Apfelsorte Edelborsdorfer, die durch stetiges Veredeln auf immer wieder neue Unterlagen erhalten werden konnte.
Es gibt aber auch weitere Gründe für eine Veredelung, z. B. das Wurzelsystem des Edelreises passt nicht zum Boden (kalkunverträglich, bevorzugt saure Böden, aber Standort ist basisch etc.), das Wurzelsystem des Edelreises ist krankheitsanfällig (z. B.: fehlende Resistenz gegen bodenbürtige Pilze), zu schwaches Wurzelsystem des Edelreises (z. B.: bessere Versorgung der oberirdischen Pflanzenteile), Beeinflussung der Wuchsstärke (Ziel: schwachwüchsige bzw. starkwüchsige Formen), Bildung von Zierformen (z. B.: Trauer-, Hänge-, Kugelformen, Hochstämme etc.).
Als Unterlagen für Gemüse werden meist Sorten verwendet, die ein kräftiges, leistungsstarkes Wurzelwerk bilden und den Pflanzen mehr Nährstoffe und Wasser zur Verfügung stellen (beispielsweise Kürbis als Unterlage für Gurken). Dadurch werden die Pflanzen kräftiger und können auch bei ungünstiger Witterung oder in Hitzeperioden weiterwachsen. Melonen können dadurch bis zu 75 % mehr Ertrag haben und mehr Zucker einlagern als unveredelte (wodurch sie süßer schmecken, was den Absatz fördert). In Japan werden deshalb 92 % und in Korea 95 % aller Melonenpflanzen veredelt. Durch die bessere Versorgung werden mehr und größere Früchte gebildet, dadurch kann der Ertrag bei Tomaten um etwa 25 bis 50 %, bei Gurken um 100 % steigen. Durch Einsatz von Mykorrhiza oder Hydroponik kann die Nährstoffversorgung und damit der Ertrag noch weiter gesteigert werden.
Je enger die Verwandtschaft zwischen Unterlage und Edelreis ist, umso wahrscheinlicher ist das Zusammenwachsen der Veredelungspartner. Beispiel: Pflaume-Pfirsich-Mandel-Aprikose (Gattung Prunus). Normalerweise werden jedoch solche Partner verwendet, die sich in der Praxis bewährt haben. 
Mittels der Pflanzenveredelung können keine neuen Arten gezüchtet werden. Neue Arten können ausschließlich generativ aus Zufallssämlingen oder mittels Züchtungen entstehen. Bei einer Mutation einzelner Pflanzenteile (Knospen) entstandene Eigenschaften können durch Veredelung als ganze Individuen eigenständig vermehrt und erhalten werden. Auch bei der modernen grünen Gentechnik werden die Möglichkeiten der Veredelung genutzt.
Eine veredelte Pflanze ist eine Chimäre, also ein Organismus, der aus genetisch unterschiedlichen Geweben aufgebaut ist und dennoch ein einheitliches Individuum darstellt. Ein Austausch von genetischer Information zwischen den genetisch verschiedenen Zellen der Chimäre (siehe dazu horizontaler Gentransfer) findet nach gegenwärtiger Lehrmeinung nicht statt. Eigenschaften der Unterlage beeinflussen allerdings sehr wohl beispielsweise die Früchte des Edelreises, jedoch sind diese Veränderungen die Folge von unterschiedlichen Angeboten an bereitgestellten Nährstoffen. Eine bleibende Veränderung der veredelten Sorte ist nicht zu beobachten, würde man die gleiche Sorte nacheinander auf unterschiedliche Unterlagen übertragen, wären einzelne variable Eigenschaften zu beobachten (z. B. Fruchtgröße) und gleichzeitig viele nicht variable Eigenschaften (wie Form und Färbung der Blüten und Früchte).
Eine Pfropfchimäre entsteht, wenn eine Chimäre aus zwei genetisch unterschiedlichen Ausgangsarten entstanden ist. Sie weist – anders als eine Hybride – Zellen und Eigenschaften der beiden Ausgangsarten auf. Beispielsweise der Cultivar Laburnocytisus adamii (Poit.) C.K.Schneid., eine Pfropfchimäre aus den beiden Schmetterlingsblütlern Laburnum anagyroides (Goldregen) auf Cytisus purpureus (Purpurginster) oder Crataegomespilus dardarii (Weißdornmispel) oder Pirocydonia (Birnenquitte).

## Veredelungsarten
Die Einteilung der Veredelungsarten kann nach der Methode (Pfropfen („Pelzen“) oder Okulieren) sowie nach der zeitlichen Ausführung erfolgen. Methoden, die in der Vegetationszeit ausgeführt werden, finden eine gelöste Rinde vor. Dies bedeutet, dass das wachsende Kambium zwischen Stamm und Rinde eine leicht aufzutrennende Schicht bildet und somit Teile des Edelreises in den Zwischenraum geschoben werden können. Im Gegensatz hierzu müssen Techniken in der Winterruhe auf dieses Teilablösen der Rinde verzichten und arbeiten daher mit exakt passend zugeschnittenen Teilen des Edelreises zu den entsprechend genau gearbeiteten 'Kerben' der Unterlage. Einige der genannten Methoden sind allerdings prinzipiell sowohl innerhalb und außerhalb der Vegetationszeit verwendbar, bieten aber gegebenenfalls spezielle Vorteile zu bestimmten Zeiten.
- Methoden, bei denen sich die Rinde lösen muss, werden innerhalb der Vegetationsperiode durchgeführt:
  - Dickrindenpfropfen („Hinter die Rinde veredeln“)
  - Rindenpfropfen („Hinter die Rinde veredeln“)
  - Okulation („Veredeln mit einem Auge“)
  - Nicolieren (Okulieren von Unterlagen mit einem dritten Partner, der bei Unverträglichkeiten von Unterlage und Edelsorte vermittelt)
- Methoden, bei denen die Rinde lediglich eingeschnitten wird, können auch innerhalb der Ruhezeit der Pflanzen durchgeführt werden:
  - Anplatten (Anschäften)
  - Geißfußveredelung (wird meist während der Vegetationsruhe im Februar/März durchgeführt; für das Umveredeln von Obstbäumen)
  - seitliches Einspitzen
  - Kopulation (kann während der Vegetationsperiode oder -ruhe durchgeführt werden; für das Veredeln von Obst- und Ziergehölzen)
  - Lamellenpfropfen (bei Walnuss)
  - Spaltpfropfen
  - Chip-Veredelung (Span-Veredelung, Plattenokulation)

Nach der Unterlagenstärke verwendet man verschiedene Methoden.
- Das Edelreis ist gleich stark wie die Unterlage:
  - Kopulation
- Das Edelreis ist etwa halb so stark wie die Unterlage:
  - Geißfußveredelung
- Das Edelreis ist deutlich schwächer als die Unterlage:
  - Pfropfen hinter die Rinde (im April/Mai oder Juli/August; für das Umveredeln von älteren Obstbäumen)
  - Einspitzen
  - Anplatten
  - Okulation
  - Chip-Veredelung
  - Nicolieren

Die Ammenveredelung geschieht meist durch das Rindenpfropfen der eigenen oder einer zusätzlichen Unterlage (eines zweiten Wurzelsystems), etwa um eine an der Rinde geschädigte (etwa nach Wildverbiss) oder schwache Pflanze besser zu versorgen.
Zur Handveredelung oder Tischveredelung wird die Pflanze ausgegraben und kann so auch im tiefen Winter durchgeführt werden.

Veredlungsverfahren
Kopulation
Rindenpfropfen
Geißfußpfropfen
Seitliches Einspitzen

## Geschichte
Die Kunst der Veredelung ist seit der Antike bekannt und wird auch im Gedicht De insitione (4. Jahrhundert) von Palladius im vierten Buch von dessen Opus agriculturae beschrieben. Wo und wie sie erfunden wurde, ist nicht genau bekannt. Wahrscheinlich stammt sie aus dem Mittelmeerraum. Spätestens seit dem Mittelalter wird sie auch in Mitteleuropa praktiziert, wie etwa aus Traktaten über Obstbaumveredelung und Kultur anderer Bäume aus dem 14. Jahrhundert hervorgeht. Seit seiner Entstehung um 1350 war das Pelzbuch (benannt nach den darin beschriebenen Pfropfmethoden) des Gottfried von Franken, einem Kenner des mainfränkischen Wein- und Gartenbaus aus dem Hochstift Würzburg, in Latein und mehr noch in seinen deutschsprachigen Fassungen ein weitverbreitetes, zum Teil auf dem Gartenbaubuch des Palladius aufbauendes, Lehrbuch für den landwirtschaftlichen Praktiker des späten Mittelalters, das aber auch bis in die Neuzeit hinein Wirkung hatte. Die vermutlich älteste Veredelungstechnik ist das Spaltpfropfen. Durch Veredeln können genetische Individuen über Jahrhunderte erhalten werden. Die heute immer weniger angebaute Apfelsorte Goldparmäne, (Reine des Renettes), die wohl aus der Normandie stammt und möglicherweise schon seit 1510 bekannt ist, ist eine der ältesten, heute noch angebauten Apfelsorten. Noch älter ist die ebenfalls aus Frankreich (Kloster Morimond) stammende Graue französische Renette, die seit 1500 kultiviert wird. Ein Gutteil unserer heutigen Apfel- und Birnensorten stammt aus dem 19. Jahrhundert und wurde seitdem durch Pfropfung vermehrt. Die Sorte Cox Orange wurde z. B. 1825 von  Richard Cox in England als Zufallssämling entdeckt; Golden Delicious wurde um 1890 ebenfalls als Zufallssämling in einem Garten in West-Virginia entdeckt.

## Verwachsungsprozess der Veredelungsstelle
1. Das Kambium des Edelreises liegt auf dem Kambium der Unterlage
2. Die Bildung eines Intermediärgewebes aus dem Kambium der Unterlage beginnt
3. Eine vollständige Füllung des Hohlraumes mit Intermediärgewebe entsteht, und es bildet sich ein Gewebedruck, der die Voraussetzung für die Bildung des differenzierten Gewebes ist
4. Das Periderm zum Abschluss der Wunde bildet sich
5. Das Kambium der Unterlage wächst und vereinigt sich mit dem Kambium des Edelreises
6. Die Bildung von neuem Holzgewebe in der Unterlage und dem Edelreis beginnt, dabei vereinigen sich die zwei Partner
7. Die Verbindung des Phloems der Unterlage und des Edelreises entsteht

Die Dauer des gesamten Vorganges umfasst etwa zwei bis vier Wochen.
Häufig tritt sogar zwischen Sorten derselben Art eine Veredelungs-Unverträglichkeit auf. Hier werden schlechtere Entwicklung und Ertrag bis hin zum Absterben auch bei bereits ausgewachsenen Bäumen beobachtet. Gelegentlich beobachtet man das Abbrechen ausgewachsener Bäume direkt an der Veredelungstelle; hier ist ebenfalls von einer Unverträglichkeit auszugehen.
Das direkte Einbinden einer zu beiden Veredelungspartnern verträglichen dritten Sorte mittels Nicolieren oder auch als Stammbildner unterbindet diese Abstoßung. Es wurden versuchsweise schon jüngere Bäume mit beobachteten Unverträglichkeiten noch nachträglich mit einer Rindenübertragung einer bekanntermaßen verträglichen Sorte behandelt.

## Natürliche Formen der Veredelung
Bei manchen Baumarten (Ulme) können manchmal die Wurzeln von verschiedenen Individuen zusammenwachsen, wenn sie sich berühren. Über dieses gemeinsame Wurzelsystem können die Bäume Wasser und mineralische Nährstoffe teilen, was schwächeren Pflanzen einen Vorteil bringt. Allerdings können auch bestimmte Krankheiten über diese gemeinsamen Wurzeln von einer Pflanze auf die andere übertragen werden, etwa das Ulmensterben. Eine andere Form der natürlichen Veredelung tritt auf, wenn manchmal Äste von Bäumen, Büschen oder Kletterpflanzen bei Berührung zusammenwachsen.